# 마이크 버튼
마이클 ("마이크") J. 버튼(Michael ("Mike") J. Burton, 1947년 7월 3일 ~ )은 전 미국의 수영 선수이자, 자유형 부문에서 전 세계 기록 보유자이다.
디모인에서 태어나 8학년 때에 친구와 자전거를 타던 중, 가구를 실은 트럭에 의하여 친 적이 있던 버튼은 그 사고로 부상을 입어 스포츠를 그만두어야 하였다. 농구와 미식축구 활약을 좋아하였으나, 사고는 그에게 세계에서 최고 수영 선수가 되고 싶은 희망을 만들었다.
엘 카미노 기본 고등학교를 졸업하고 1967년 도쿄에서 열린 하계 유니버시아드에서 1500m 자유형을 우승하였다. 이듬해 멕시코시티 올림픽에서 400m/1500m 자유형의 금메달 2개를 획득하였다.
1972년 뮌헨 올림픽에서는 1500m 자유형을 2연승을 한 단 하나의 미국 선수가 되었으며, 세계 기록을 되찾기도 하였다. 그 경기에서 그의 역사적 되풀이의 축전은 마크 스피츠의 상연과 검은 9월에 의하여 그늘지고 말았다.
몬태나주 빌링스에서 지방 YMCA의 코치를 맡았으며, 그의 딸 로니도 그녀의 수영 경력에 착수하였다.

## 같이 보기
- 올림픽 다관왕 목록
- 올림픽 수영 남자 메달리스트 목록
- 캘리포니아 대학교 로스앤젤레스의 동문 목록
- 수영 자유형 800m 세계 기록 추이
- 수영 자유형 1500m 세계 기록 추이